# 麥邁克
哈羅德·阿爾弗雷德·麥米高爵士，漢名麥邁克（英語： GCMG DSO，1882年10月15日—1969年9月19日），大英帝國行政官員，曾任巴勒斯坦託管地高級專員。

## 生平
麥邁克出生於英國德比郡伯奇弗，曾受教於貝德福學校，後畢業於劍橋大學抹大拉學院。1905年，麥邁克進入英埃蘇丹政治局，先後在科爾多凡省、青尼羅河省以及喀土穆省擔任督察。而在1916年，英埃蘇丹重新佔領達爾富爾期間，麥邁克出任遠征軍隊的情報官與政治官，成功佔領達爾富爾省後於1926年升任民政秘書；1933年至1937年間，他擔任英屬坦干伊加總督暨三軍總司令。麥邁克因為對東方人的心理具有深度的瞭解，且此前有長期與東方人相處的經驗，因此在1938年至1944年任巴勒斯坦託管地高級專員暨三軍總司令兼外約旦高級專員，負責調解在巴勒斯坦地區的各種利益衝突。

## 巴勒斯坦託管地
1938年3月初，麥邁克獲委任為巴勒斯坦託管地高級專員，當時正值阿拉伯人大暴動。
因其在蘇丹的任職，麥邁克認為英國的未來與跟阿拉伯世界的結盟息息相關，因此其立場偏向於託管地阿拉伯人；同時，他對託管地猶太人不甚了解，將猶太人視作中東神秘且令人不安的外人，被認為是最敵視託管地猶太人的一任高級專員。他在任期間，託管地政府處決了猶太自衛組織萊希的戰士什洛莫·本-优素福（儘管澤維·賈鮑京斯基親自為之求情），另有託管地警員法外處決了萊希領導人亞伯拉罕·斯特恩。以麥邁克為首的託管地政府不准許猶太難民入境，導致載有猶太難民的船隻被誤當作俄羅斯潛艇擊沉，至少768名猶太難民罹難，史稱斯特魯馬船難。為此，有猶太準軍事組織對麥邁克發出「通緝令」。
後來發現的檔案表明，他在即將卸任時緩和了對猶太人的態度，並支持在該地區建立猶太國家。此外，麥邁克的親阿拉伯政策旨在取悅該地區溫和的阿拉伯裔人士。麥邁克對流亡在外的阿拉伯極端反猶派領導人阿明·侯賽尼相當鄙視，並強烈反對准許其返回託管地境內。

## 馬來亞聯盟
英國盟軍於1945年9月重返馬來半島，成立軍政府。同年10月，理藩部國務部長向國會提出成立「馬來亞聯盟」（Malayan Union）的計畫，以恢復戰前對馬來各州的控制。為使「馬來亞聯盟」計畫能順利進展，英國派遣剛完成駐巴勒斯坦高級專員職務的麥邁克為特別代表，負責與馬來統治者協商，簽署設立「馬來亞聯盟」協議。協商過程中，僅有柔佛蘇丹易卜拉欣同意此協議，其他統治者則選擇延遲簽署協議，其中又以吉打蘇丹的反對最為激烈。
1946年1月22日，英國政府公布成立新加坡個別殖民地和「馬來亞聯盟」的政策白皮書。馬來亞聯盟採取各族平等的原則，並賦予非馬來人在較寬鬆的條件下取得公民權的立場。然而，此項計畫卻引起馬來人的不滿，他們要求保障馬來人的特權以及以較嚴格的條件給予非馬來人公民權。由於原本華人於當地社會就擁有經濟、教育、文化等的優勢，在人數上也有與馬來人並駕齊驅甚至隱隱有超越的傾向，故馬來亞聯盟政策的提出更加深了馬來人的恐慌。在以種族平等為原則推行的馬來亞聯盟計畫下，馬來人只有政治上的特權，導致馬來人有很大的可能永遠受制於華人且無法翻身。另外，英國也刻意塑造華人、印度人是「傾向母國認同」的形象，加深了馬來人對華人與印度人的不信任與排斥。除了公民權之外，馬來人對於馬來亞聯盟的憲政架構也感到不滿，因為此一架構將馬來土邦的地位視同英國的殖民地，各土邦的統治者將失去政治上的權力，僅剩下主持宗教與風俗習慣的權力。在英國政府公開了馬來亞聯盟計畫書後，前柔佛州州務大臣拿督翁惹化（Dato Onn bin Jaffar）組織「半島馬來人全國運動」，在吉隆坡召開泛馬來亞馬來人大會反對「馬來亞聯盟」，這也是馬來人第一次跨越州界的共同政治意識。此馬來亞聯盟計畫正是馬來民族主義的推手。
英國政府於1946年2月27日公布另一項白皮書，其中包括了當初麥邁克與馬來各州蘇丹談判的報告、英國與九個州蘇丹簽訂條約的條件。在該報告中，麥邁克認為只有森美蘭和吉打兩州的統治者暗中反對英國的計畫，其他州的統治者則表示該計畫對馬來亞聯盟有長期的利益。巫人全國統一組織認為馬來亞聯盟計畫，猶如將馬來亞各邦兼併、破壞馬來亞主權，因為在「馬來亞聯盟」之下，英國國會有權依據外國管轄法代表馬來亞立法。同年5月，英國保守黨國會議員甘曼斯和工黨國會議員李斯-威廉斯前往馬來亞，與馬來亞各邦統治者、巫統主席拿督翁惹化和巫統執行委員舉行會談，在會談中，馬來人要求廢止「馬來亞聯盟」以及麥邁克與馬來統治者曾簽訂的條約。1946年6月1日，新任馬來亞聯盟與英國駐東南亞總專員馬琴·麥當勞抵達吉隆坡，次日與各邦統治者和甘特進行會談，於7月4日達成初步協議，宣布以「高級專員」取代「總督」，並以「馬來亞聯合邦」取代「馬來亞聯盟」。

## 影響
在蘇丹的任職期間，麥邁克發表了《北部和中部的科爾多凡部落》（1912年）、《蘇丹阿拉伯人的歷史》（1922年）以及《埃及蘇丹的阿拉伯人》（1924年）等著作，這些研究不僅使他成為蘇丹部落的民族學與歷史的權威，更讓他於1928年被授予皇家亞洲學會伯頓紀念獎章。而麥邁克在坦干伊加的任職期間亦沒有中斷他對學術研究的興趣，特別是對當地的考古學，他更是在三蘭港建立了一間博物館。